# 中西組
二代目中西組本部事務所設置位於大阪府大阪市中央區島之內2-9-27（原初代目位於大阪市中央區日本橋1-21-20パール大樓601） ，日本的指定暴力團・六代目山口組的2次團體，2006年本部直參39人。原南道會系統。

## 略史
出身三代目山口組南道會（藤村唯夫會長）的中西一男，在南道會解散後，被提拔升格為三代目山口組若中（直系組長），之後，歷任若頭補佐、組長代行補佐等職務。
四代目山口組發展時期，就任舍弟頭；不過在1985年1月26日，四代目山口組組長・竹中正久一行人遭一和會暗殺，隨後爆發「山一抗爭」事件，因四代目山口組組長被暗殺身亡，造成山口組群龍無首；在此關鍵時刻，由中西一男出任暫代理組長一職、渡邊芳則（後五代目組長）接任若頭，帶領眾人渡過難關。
1989年4月、五代目山口組體制發展、中西一男就任最高顧問。直到2003年9月1日、因肝病逝世。同年，中西組二代目由原若頭・布川皓二繼承。

## 歷代組長
- 初代目：中西一男（五代目山口組最高顧問、四代目山口組組長代行、三代目山口組若頭補佐）
- 二代目：布川皓二（六代目山口組若中、五代目山口組若中、二代目宮原組組長）

## 最高幹部
- 組長・布川皓二 （六代目山口組若中、組織委員）
- 組長代行・野林真武(三代目大村一家總長)
- 若頭・
- 舎弟頭・野坂利文（志英會會長）
- 本部長・平松大喜一
- 相談役・松村好庸(二代目阪和連合會長)
- 若頭補佐・高橋 誠（二代目龍誠會會長）
- 若頭補佐・天見翔輝（天見會會長）
- 若頭補佐・松林俊司
- 舎弟・新井一雄(北新會會長)